# Il quarto libro della fantascienza
Il quarto libro della fantascienza, curato da Carlo Fruttero e Franco Lucentini e pubblicato da Einaudi nel 1991, è un'antologia di racconti di fantascienza, e costituisce il quarto elemento della serie iniziata nel 1959 ad opera di Sergio Solmi con Le meraviglie del possibile. Contiene 22 racconti di 19 diversi autori.

## Introduzione
Nell'introduzione Fruttero e Lucentini suggeriscono un parallelismo tra la fantascienza e il jazz che fa da filo conduttore dell'intera raccolta. I curatori evidenziano che i due generi – l'uno letterario e l'altro musicale – hanno in comune data e luogo di nascita (gli anni venti del XX secolo, negli Stati Uniti) e condividono una storia di "origini popolari e nobili ascendenze" nella quale la loro popolarità, un tempo enorme, ha conosciuto un declino tale da relegarli oggi a generi quasi elitari.
Pur sottolineando che nella selezione dei racconti si sono attenuti al criterio della qualità dell'invenzione e della scrittura, Fruttero e Luncentini evidenziano come l'ordine cronologico possa suggerire delle corrispondenze, ad esempio tra il racconto d'apertura di Daulton (del 1908) e le composizioni pre-jazzistiche di New Orleans, o tra La lotteria della Jackson e il country, oppure ancora tra i due testi di Ballard e il cool jazz, eccetera.

## Elenco dei racconti
- Nelle fogne di Chicago di George Daulton
- Ufo per la coda di Algis Budrys
- Mister da V. di Kit Reed
- L'odissea del volo 33 di Rod Serling
- Al cospetto degli Sreen di Steven Utley
- Frasi utili per il turista di Joanna Russ
- Un secchio d'aria di Fritz Leiber
- L'ultimo eroe di Robert F. Young
- Il video ci guarda di Fredric Brown
- La lotteria di Shirley Jackson
- La storia del sigillo nero di Arthur Machen
- L'uomo sulla vetta di Reginald Bretnor
- Il gigante annegato di James G. Ballard
- Essi ci guardano dalle torri di James G. Ballard
- Scendendo di Thomas M. Disch
- Associazione Genitori e Insegnanti di R. A. Lafferty[1]
- Rapporto sulle migrazioni di materiale didattico di John T. Sladek
- Compratemi tutta (Guinevere for Everybody, 1954) di Jack Williamson
- Campionato di prosa di Bill Pronzini e Barry N. Malzenberg
- Programmatore scambi sessuali di Ron Goulart
- Il bambino nel forno di John T. Sladek

## Edizioni
- AA.VV., (a cura di Carlo Fruttero e Franco Lucentini), Il quarto libro della fantascienza, Torino, Einaudi, 1991, ISBN 88-06-13161-3.